# 胡雪楊
胡雪楊（1963年7月17日—），上海人，中国大陸导演、编剧、演员。1989年畢業於北京电影学院。2017年戛納中國電影節評委會主席，中国大陆第六代导演。胡雪樺的兄弟。

## 生平
1989年，毕业于北京电影学院导演系，毕业后，分配到上海电影制片厂任导演。拍摄电视电影《麦子》(2004)。2000年至2004年在北京电影学院导演系任教。

## 代表作
电影 《童年往事》、《留守女士》、《可爱的中国》、《上海1976》
电视剧《白领公寓》、《半生缘》

## 影视作品
| 首映年份 | 类型   | 片名             | 职务/角色  | 奖项                                                                                          | 備註                                                             |
| 1992年   | 电影   | 留守女士         | 導演、編劇 | - 第12届中国电影金鸡奖最佳导演处女作奖 - 第16届开罗国际电影节最佳影片、最佳女演员奖（修晶双） |                                                                  |
| 1994年   | 电影   | 湮沒的青春       | 導演、演員 | - 第十五届夏威夷国际电影节导演特别荣誉奖                                                      | 胡雪楊、薩仁高娃主演                                             |
| 1995年   | 电影   | 牽牛花           | 導演       |                                                                                               | 1995年戛纳电影节参展电影、首届中美国际电影节金天使最佳影片奖     |
| 1996年   | 电影   | 罪惡             | 導演       |                                                                                               |                                                                  |
| 1997年   | 電視劇 | 綠卡族           | 導演       |                                                                                               |                                                                  |
| 1999年   | 电影   | 冰與火           | 導演       | - 演員陳曦獲得中国电影华表奖———华表奖、评委会特别奖、电影新人奖                               |                                                                  |
| 1999年   | 电影   | 愛情是藍色的     | 導演       |                                                                                               | 孟廣美、程前主演、2000年百合奖评委会特别奖                       |
| 2001年   | 電視劇 | 白領公寓         | 導演       |                                                                                               | 安在旭、董洁主演                                                 |
| 2002年   | 电影   | 退役射手         | 導演       |                                                                                               |                                                                  |
| 2002年   | 電視劇 | 風雲爭霸         | 導演       |                                                                                               |                                                                  |
| 2002年   | 電視劇 | 半生緣           | 導演       |                                                                                               | 林心如、蒋勤勤主演                                               |
| 2003年   | 電視劇 | 真情不眠         | 導演       |                                                                                               | 江珊、刘佩琦、杜源、奚美娟主演                                   |
| 2003年   | 電影   | PAL的故事        | 導演       |                                                                                               |                                                                  |
| 2004年   | 电视剧 | 工地上的女人     | 導演       |                                                                                               |                                                                  |
| 2004年   | 电影   | 阿珍和她的女主人 | 導演       |                                                                                               |                                                                  |
| 2004年   | 电影   | 山楂樹           | 導演       |                                                                                               |                                                                  |
| 2005年   | 電影   | 燴麵館           | 導演       |                                                                                               | 2005百合奖最佳影片、最佳导演奖、2005年大学生电影节最佳数字电影奖 |
| 2007年   | 电影   | 上海1976         | 導演       |                                                                                               | 该劇因政治原因，未在中國大陸上映                                 |
| 2009年   | 电影   | 可愛的中國       | 導演       |                                                                                               | 程前主演、上海国际电影节评委会特别奖、中美国际电影节最佳男演员奖 |
| 2011年   | 电影   | 先遣連           | 導演       |                                                                                               | 陸劍民主演、中美国际电影节最佳音乐奖                             |
| 2011年   | 電影   | 黑白夜           | 導演       |                                                                                               |                                                                  |